# لويجي اناكليريو
لويجي اناكليريو (بالإيطالية: Luigi Anaclerio)‏ لاعب كرة قدم إيطالي في مركز الهجوم (ولد في باري يوم 25 مارس من العام 1981) ولعب في صفوف نادي بروجيا الإيطالي ونادي هيلاس فيرونا.